# Juan José Jayo Legario
Juan José Jayo (Lima, 20 de gener de 1973) és un futbolista peruà, que ocupa la posició de migcampista.
Jayo ha estat un dels jugadors més importats de l'Alianza Lima en el darrers vint anys. Amb els capitalins, ha disputat més de 400 partits dividits en tres etapes. També ha jugat a la Unión de Santa Fe argentina i al Celta de Vigo i UD Las Palmas de la competició espanyola.

## Internacional
Jayo ha estat 97 vegades internacional amb la selecció del Perú, tot marcant un gol. És el quart jugador que més ha vestit la samarreta del seu país a la història. Ha participat en les edicions de 1995, 1999, 2001 i 2004 de la Copa Amèrica.

## Títols
- Campionat Nacional Peruà: 1997, 2003, 2004, 2006.